# Mauricio Quintella Lessa
Maurício Quintella Malta Lessa (Maceió, 28 de marzo de 1971) es un abogado, funcionario federal y técnico judicial del Tribunal Regional del Trabajo en Maceió y político brasileño. Diputado federal por el Estado de Alagoas, actualmente se encuentra licenciado de la Cámara dos Deputados para el desempeño de la función de Ministro de Transportes, Puertos y Aviación Civil del Gobierno de Michel Temer. Quintella Lessa está afiliado al PR.

## Biografía
Quintella Lessa se formó en Derecho en el Centro de Enseñanza Superior de Maceió y llegó a cursar ingeniería civil en la Universidad Federal de Alagoas, pero no concluyó sus estudios. Quintella Lessa es primo del exgobernador de Alagoas y actual diputado federal Ronaldo Lessa.
Tras sustituir al diputado Nivaldo Albuquerque, del PRP, como primer suplente de la coalición, asumió la vacante en la Cámara.
Es uno de los citados en la llamada Operación Gabiru, habiendo sido condenado por improbidad administrativa (falsedad documental) y enriquecimiento ilícito en una trama de desvío de recursos de la cantina escolar, hechos cometidos cuando era Secretario Provincial de Educación de Alagoas.

## Trayectoria
Maurício Quintella Lessa fue Secretario Municipal de Educación de Maceió entre 1996 y 2002, tras haber sido elegido concejal por ese municipio por el PSB y ser reelegido en 2000. Salió elegido diputado federal por primera vez en 2002, todavía por el PSB, pero dejó la Cámara para hacerse cargo de la Secretaría Extraordinaria Metropolitana de Alagoas, de 2002 a 2005. Fue también Secretario de Educación del estado entre 2004 y 2005. Volvió a salir elegido diputado federal en 2006, esta vez por el PDT, y entre 2010 y 2014 por el PR. En 2015 se hizo líder del PR en la Câmara dos Deputados, pero anunció que dejaba el cargo el día 11 de abril de 2016, solo 6 días antes de la votación que autorizó la continuidad del proceso de destitución de Dilma Rousseff. En ese momento, Lessa afirmó que el motivo de la renuncia al liderazgo era su posición favorable a la destitución de la Presidenta Rousseff, a pesar de que la Ejecutiva del partido era contraria. Aunque formó parte de la Comisión Especial del llamado Impeachment en la Cámara, no votó, siendo sustituido por el suplente. Durante la votación del día 17 de abril, sin embargo, compareció y votó a favor del proseguimiento del proceso.
El 12 de mayo de 2016 asumió el cargo de Ministro de Transportes, Puertos y Aviación Civil del gobierno interino de Michel Temer.

## Controversias

### Operación Gabiru
Quintella Lessa fue condenado, en 2014, en acción civil pública, por falsedad documental o improbidad administrativa, con daño al erario público y enriquecimiento ilícito. De acuerdo con la sentencia, el parlamentario participó de un plan para defraudar el servicio de cantina y transporte escolar mediante pagos ilícitos en el período en que ocupó el cargo de Secretario Provincial de Educación, durante la gestión de un primo suyo, Ronaldo Lessa, en el gobierno de Alagoas. Fue responsabilizado también por desvíos de recursos federales para cuentas del gobierno del Estado. La Justicia determinó el resarcimiento integral, por parte de Quintella Lessa, de la cuantía de R$ 4 272 021 a los cofres públicos, el pago de multa y a la suspensión de los derechos políticos por el plazo de ocho años. El diputado recurrió la sentencia, que no es firme.

### Proceso secreto
Maurício Quintella Lessa es también objeto de interrogatorio por parte del Supremo Tribunal Federal en relación con un posible caso de peculado o robo de caudales públicos. El proceso está bajo secreto de sumario.

## Ministerio de Transportes
El 12 de mayo de 2016, Quintella Lessa fue llamado por el presidente interino Michel Temer para ocupar el cargo de Ministro de Transportes, Puertos y Aviación Civil. El nuevo ministerio añade al antiguo Ministerio de Transportes las competencias de la Secretaría de Aviación Civil y las de la Secretaría de Puertos, que también tenían estatus ministeriales. Ciertos sectores de la política, consideraron el cargo de ministro como una recompensa por favores políticos.